# Forollhogna
Forollhogna is met 1332 meter de hoogste berg in het naar de berg vernoemde Nationaal park in het oosten van Noorwegen. De berg ligt op de grens van de fylker Trøndelag en Hedmark.